# Mihail Dolgan
Mihail Dolgan (n. 5 februarie 1939, Rediul Mare, raionul Dondușeni, Republica Moldova – d. 2 mai 2013) a fost un critic literar din Republica Moldova, membru al Academiei de Științe a Moldovei. 

## Biografie[1]
Mihail Dolgan s-a născut în satul Rediul Mare, comuna Dondușeni, din județul românesc Soroca (azi raionul Dondușeni, din Republica Moldova), într-o familie de țărani-plugari: tatăl Dumitru Dolgan (unul dintre cei 18 copii ai lui Ioan și Sonia Dolgan) și mama Irina Danilenci-Brănișteru (una din cele două fiice ale văduvei Dochița Danilenco). Copilăria sa și-a petrecut-o în „compania” a două surori: cea mai mare – Olga și ea mai mică – Ala. 
Studii
1946-1953 - Școala primară de 7 ani din satul Rediul Mare. A absolvit-o cu eminență. 
1953-1956 - Școala medie din orășelul Dondușeni. A absolvit-o cu eminență.
1958-1963 - Universitatea de Stat din Chișinău, Facultatea de Istorie și Filologie, Secția de Limbă și Literatură Moldovenească. Diplomă cu mențiune. 
1965-1968 - Își face doctorantura în cadrul Institutului de Limbă și Literatură al Academiei de Științe a Moldovei. 
1970 - Susține la Chișinău teza de candidat Problemele metaforei poetice în poezia contemporană moldovenească, obținând titlul de candidat în științe filologice (doctor).
1991 - Susține la Chișinău (pentru prima dată în limba română) teza de doctor habilitat în filologie în baza lucrărilor publicate: Idee și imagine poetică (1971), Conștiința civică a poeziei contemporane (1976), Poezia contemporană moldovenească din anii '20-'30 (1979), Crez și măiestria artistică (1982), Poezia contemporană moldovenească și problemele vieții (1987) și Poezia: adevăr artistic și angajare socială (1988). Tema referatului științific: Lirica civică moldovenească. Probleme ale adevărului artistic și ale poeticii.
Activități profesionale
1963-1964 - Laborant și laborant inferior la Institutul de Limbă și Literatură al Academiei de Științe al Moldovei.  
1964-1965 - Cercetător științific inferior la Sectorul de literatură contemporană moldovenească al aceluiași institut.  
1974-1983 - Cercetător științific superior la același sector.  
1983 - Șef al Sectorului de literatură contemporană moldovenească și de teorie a realismului socialist la Institutul de Istorie și Teorie Literară al AȘM, la Institutul de Literatură și Folclor, Institutul de Filologie.  
1991 - Este numit cercetător științific principal la Institutul de Istorie și Teorie Literară al AȘM.  
1992-1999 - Președinte al Comisiei de Experți Filologie și Arte în cadrul Comisiei Superioare de Atestare a R. Moldova.  
1995 - Șeful Catedrei de Literatură și Teorie Literară la Universitatea de Stat din Moldova (prin cumul).  
1995 - Predă la Universitatea de Stat din Moldova 2 cursuri normative: Istoria literaturii române postbelice  și Istoria criticii literare române de la începuturi până în prezent și 2 cursuri speciale Dimensiuni ale omenescului și esteticului în poezia lui G. Vieru și Metaforă, simbol și mit în opera literară (la masteranzi).
2004 - Președinte al Seminarului Științific de Profil în cadrul Institutului de Filologie al Academiei de Științe a Moldovei.